# Agonum scitulum
Agonum scitulum es una especie de escarabajo del género Agonum, familia Carabidae. Fue descrita científicamente por Dejean en 1828.
Esta especie se encuentra en países europeos como Bielorrusia, Bélgica, Estonia, Francia, Alemania, Gran Bretaña, Hungría, Irlanda, Italia, Letonia, Países Bajos, Rumania, Rusia y Suiza.